# Арапски бројеви
Арапски бројеви (или индо-арапски бројеви) назив је за следећих десет цифара: 0 (нула), 1 (један), 2 (два), 3 (три), 4 (четири), 5 (пет), 6 (шест), 7 (седам), 8 (осам), 9 (девет). У бројевном систему с базом 10, с тих десет цифара се може представити било који жељени број.

## Настанак
Хиндуском научнику Абу Машару (abu-Mas’har, + 886., родом из Балха у Хорасану, а живео је у Багдаду) који је донео на Ал Мансуров двор астрономско дело Sindhind приписује се увођење хиндуске аритметичке науке са њеним нумеричким системом (који се на арапском зове Hindi), као и увођење ознаке за нулу. G. Coedès у Bulletin School of Oriental Studies, vol. VI (1931). pp. 323–8, бележи појаву арапских бројева и нуле рано у седмом веку у Индокини много пре њихове појаве у правој Индији. И zero (нула), која је дошла у енглески из неког италијанског облика, и cipher (нула), која се појавила у енглеском око 200 година раније, долазе од ар. sifr. То је превод санскритске речи која значи празан. Према једном сиријском извору који цитира F. Nau у Joyrnal asiatique, ser. 10, viol. XVI (1910). pp. 225. и д., бројеви су били познати неком Сиријцу у манастиру у Кинасрину год. 662.
Према томе, al-Fazârijy, преводиоцу хиндуских дела, припада заслуга што је арапски свет упознао с хиндуским начином означавања бројева. Таблице Мухамеда Ал Хорезмија и Habasha al-Hâsiba (између 867. и 874) су прошириле њихову употребу свуда у арапском свету.
Међутим, арапски математичари и астрономи су били спори у прихватању овог ингениозног хиндуског проналаска. Још у једанаестом веку налазимо abu-Bakra Myhammada al-Karajija (неправилно Karkhi, (између 1019. i 1029) да пише у свом делу al-Kâfi fi al-Hisàb (довољна количина у аритметици) све бројке словима. Други, поводећи се за старом семитском и грчком праксом, употребљавали су слова алфабета hisab al-jymmal. Ahmad al-Nasawi из Насе у Хорасану, (ca. 1040), чије дело al-Myqnifi al-Hisâb al-Hindi (доказивач хиндуског рачунања) објашњава дељење разломака и вађење квадратног и кубног корена скоро на најсавременији начин, употребљавао је индијске бројеве, као што је пре њега учинио Мухамед Ал Хорезми.

### Усвајање и ширење

#### Кина
Кинески нумерички системи који су користили позициону нотацију (као што су систем бројевних штапића и Суџоу бројеви) били су у употреби у Кини пре увођења арапских бројева, а неке је у средњовековну Кину увео муслимански Хуејски народ. Почетком 17. века шпански и португалски језуити увели су арапске бројеве у европском стилу.

## Кодирање
Десет арапских бројева је кодирано у готово сваком скупу знакова дизајнираном за електричну, радио и дигиталну комуникацију, као што је Морзеов код.
Они су кодирани у ASCII на позицијама од 0x30 до 0x39. Маскирање на нижа четири бинарна бита (или узимање последње хексадецималне цифре) даје вредност цифре, што је било од велике помоћи у претварању текста у бројеве на раним рачунарима. Ове позиције су наслеђене у Јуникоду. EBCDIC је користио различите вредности, али је такође имао нижа 4 бита једнака вредности цифара.
|   | ASCII бинарно | ASCII октално | ASCII децимално | ASCII хексадецимално | Јуникод            | EBCDIC хексадецимално |
| - | ------------- | ------------- | --------------- | -------------------- | ------------------ | --------------------- |
| 0 | 0011 0000     | 060           | 48              | 30                   | U+0030 DIGIT ZERO  | F0                    |
| 1 | 0011 0001     | 061           | 49              | 31                   | U+0031 DIGIT ONE   | F1                    |
| 2 | 0011 0010     | 062           | 50              | 32                   | U+0032 DIGIT TWO   | F2                    |
| 3 | 0011          | 063           | 51              | 33                   | U+0033 DIGIT THREE | F3                    |
| 4 | 0011 0100     | 064           | 52              | 34                   | U+0034 DIGIT FOUR  | F4                    |
| 5 | 0011 0101     | 065           | 53              | 35                   | U+0035 DIGIT FIVE  | F5                    |
| 6 | 0011 0110     | 066           | 54              | 36                   | U+0036 DIGIT SIX   | F6                    |
| 7 | 0011 0111     | 067           | 55              | 37                   | U+0037 DIGIT SEVEN | F7                    |
| 8 | 0011 1000     | 070           | 56              | 38                   | U+0038 DIGIT EIGHT | F8                    |
| 9 | 0011 1001     | 071           | 57              | 39                   | U+0039 DIGIT NINE  | F9                    |

## Поређење са другим цифрама
| Симбол | Симбол | Симбол | Симбол | Симбол | Симбол | Симбол | Симбол | Симбол | Симбол | Користи се са писмима         | Бројеви                  |
| 0      | 1      | 2      | 3      | 4      | 5      | 6      | 7      | 8      | 9      | многа                         | арапски бројеви          |
| 𑁦      | 𑁧      | 𑁨      | 𑁩      | 𑁪      | 𑁫      | 𑁬      | 𑁭      | 𑁮      | 𑁯      | браманско                     | брамански бројеви        |
| ०      | १      | २      | ३      | ४      | ५      | ६      | ७      | ८      | ९      | деванагарско                  | деванагарски бројеви     |
| ০      | ১      | ২      | ৩      | ৪      | ৫      | ৬      | ৭      | ৮      | ৯      | бенгалско–асамеско            | бенгалски бројеви        |
| ੦      | ੧      | ੨      | ੩      | ੪      | ੫      | ੬      | ੭      | ੮      | ੯      | гурмушко                      | гурмушки бројеви         |
| ૦      | ૧      | ૨      | ૩      | ૪      | ૫      | ૬      | ૭      | ૮      | ૯      | гујаратско                    | гујаратски бројеви       |
| ୦      | ୧      | ୨      | ୩      | ୪      | ୫      | ୬      | ୭      | ୮      | ୯      | одијско                       | одијски бројеви          |
| ᱐      | ᱑      | ᱒      | ᱓      | ᱔      | ᱕      | ᱖      | ᱗      | ᱘      | ᱙      | санталиско                    | санталиски бројеви       |
| 𑇐      | 𑇑      | 𑇒      | 𑇓      | 𑇔      | 𑇕      | 𑇖      | 𑇗      | 𑇘      | 𑇙      | шарадско                      | шарадски бројеви         |
| ௦      | ௧      | ௨      | ௩      | ௪      | ௫      | ௬      | ௭      | ௮      | ௯      | тамилско                      | тамилски бројеви         |
| ౦      | ౧      | ౨      | ౩      | ౪      | ౫      | ౬      | ౭      | ౮      | ౯      | телушко                       | телушко писмо § бројеви  |
| ೦      | ೧      | ೨      | ೩      | ೪      | ೫      | ೬      | ೭      | ೮      | ೯      | канадско                      | канадско писмо § бројеви |
| ൦      | ൧      | ൨      | ൩      | ൪      | ൫      | ൬      | ൭      | ൮      | ൯      | малајаламско                  | малајаламски бројеви     |
| ෦      | ෧      | ෨      | ෩      | ෪      | ෫      | ෬      | ෭      | ෮      | ෯      | синхалско                     | синхалски бројеви        |
| ၀      | ၁      | ၂      | ၃      | ၄      | ၅      | ၆      | ၇      | ၈      | ၉      | бурманско                     | бурмански бројеви        |
| ༠      | ༡      | ༢      | ༣      | ༤      | ༥      | ༦      | ༧      | ༨      | ༩      | тибетанско                    | тибетански бројеви       |
| ᠐      | ᠑      | ᠒      | ᠓      | ᠔      | ᠕      | ᠖      | ᠗      | ᠘      | ᠙      | монголско                     | монголски бројеви        |
| ០      | ១      | ២      | ៣      | ៤      | ៥      | ៦      | ៧      | ៨      | ៩      | кмерско                       | кмерски бројеви          |
| ๐      | ๑      | ๒      | ๓      | ๔      | ๕      | ๖      | ๗      | ๘      | ๙      | тајско                        | тајски бројеви           |
| ໐      | ໑      | ໒      | ໓      | ໔      | ໕      | ໖      | ໗      | ໘      | ໙      | лаошко                        | лаошко писмо § бројеви   |
| ᮰      | ᮱      | ᮲      | ᮳      | ᮴      | ᮵      | ᮶      | ᮷      | ᮸      | ᮹      | сунданско                     | сундански бројеви        |
| ꧐      | ꧑      | ꧒      | ꧓      | ꧔      | ꧕      | ꧖      | ꧗      | ꧘      | ꧙      | јаванско                      | јавански бројеви         |
| ᭐      | ᭑      | ᭒      | ᭓      | ᭔      | ᭕      | ᭖      | ᭗      | ᭘      | ᭙      | балијско                      | балијски бројеви         |
| ٠      | ١      | ٢      | ٣      | ٤      | ٥      | ٦      | ٧      | ٨      | ٩      | арапско                       | источни арапски бројеви  |
| ۰      | ۱      | ۲      | ۳      | ۴      | ۵      | ۶      | ۷      | ۸      | ۹      | персијско / дарско / паштунсо | источни арапски бројеви  |
| ۰‎      | ۱‎      | ۲‎      | ۳‎      | ۴‎      | ۵‎      | ۶‎      | ۷‎      | ۸‎      | ۹‎      | урдско / шахмуко              | источни арапски бројеви  |
| -      | ፩      | ፪      | ፫      | ፬      | ፭      | ፮      | ፯      | ፰      | ፱      | ттио-семитско                 | ефиопски бројеви         |
| 〇     | 一     | 二     | 三     | 四     | 五     | 六     | 七     | 八     | 九     | источно азијско               | кинески бројеви          |